# Faurea rochetiana
Faurea rochetiana är en tvåhjärtbladig växtart som först beskrevs av Achille Richard, och fick sitt nu gällande namn av Emilio Chiovenda och Pichi-sermolli. Faurea rochetiana ingår i släktet Faurea och familjen Proteaceae. Inga underarter finns listade i Catalogue of Life.